# Microstachys bidentata
Microstachys bidentata är en törelväxtart som först beskrevs av Carl Friedrich Philipp von Martius och Joseph Gerhard Zuccarini, och fick sitt nu gällande namn av Hans-Joachim Esser. Microstachys bidentata ingår i släktet Microstachys och familjen törelväxter. Inga underarter finns listade i Catalogue of Life.

## Bildgalleri

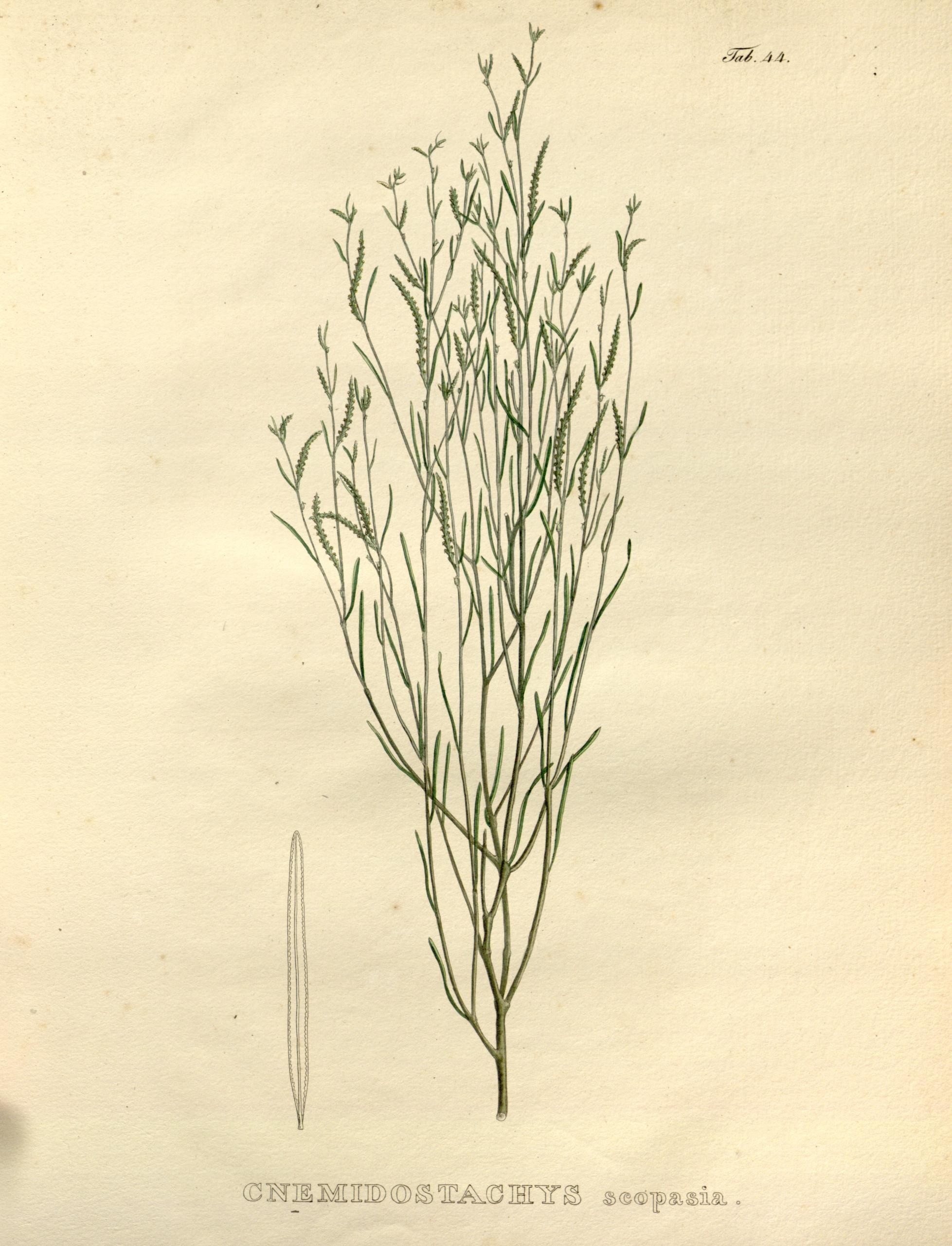